# Costentalina tuscarorae
Costentalina tuscarorae is een Scaphopodasoort uit de familie van de Entalinidae. De wetenschappelijke naam van de soort is voor het eerst geldig gepubliceerd in 1982 door Chistikov.